# Sergueï Soloviov (historien)
Pour les articles homonymes, voir Soloviov et Sergueï Soloviov.
Sergueï Mikhaïlovitch Soloviov (en russe : Серге́й Миха́йлович Соловьёв), né le 17 mai 1820 à Moscou, mort le 16 octobre 1879 à Moscou, est un historien russe réputé. Il était membre de la société impériale d'archéologie. 
Sergueï Soloviov enseigne l'histoire de la Russie à l'université de Moscou, et écrit une Histoire de la Russie. Slavophile modéré et raisonnable, il condamne le nationalisme trop poussé comme étant incompatible avec la foi chrétienne et réhabilite certaines réformes de Pierre le Grand. De même, Soloviov ne repousse pas certaines critiques faites par les catholiques envers l'Église orthodoxe. L'un de ses petits-fils, le poète Sergueï Soloviov (baptisé du même nom que lui), deviendra prêtre catholique de rite oriental.

## Biographie
Il poursuit ses études secondaires au Premier lycée classique de Moscou.
La vie de Soloviov a été celle d'un savant réputé et fort tranquille. De 1864 à 1870, il occupe la fonction de doyen de la faculté d'histoire et de philologie. Puis, de 1871 à 1877, il est recteur de l'université de Moscou. Il est tout entier au service de l'État et consacre toutes ses journées à l'écriture de son histoire.

## Famille
De son épouse Polyxène Vladimirovna sont issus:
- Vsevolod Soloviov (1849-1903), romancier;
- Vladimir Soloviov (1853-1900), philosophe et poète;
- Mikhaïl;
- Nadège;
- Polyxène

## Œuvres
Les œuvres majeures de Sergueï Soloviov sont :
- Les relations entre les princes russes de la maison de Rurik («История отношений между русскими князьями Рюрикова дома»), 1847.
- Histoire de Russie («История России») en 29 volumes, commencée en 1851.
- Les œuvres de Sergueï Soloviov  Les œuvres de Sergueï Soloviov sur Az.lib.ru

## Critique

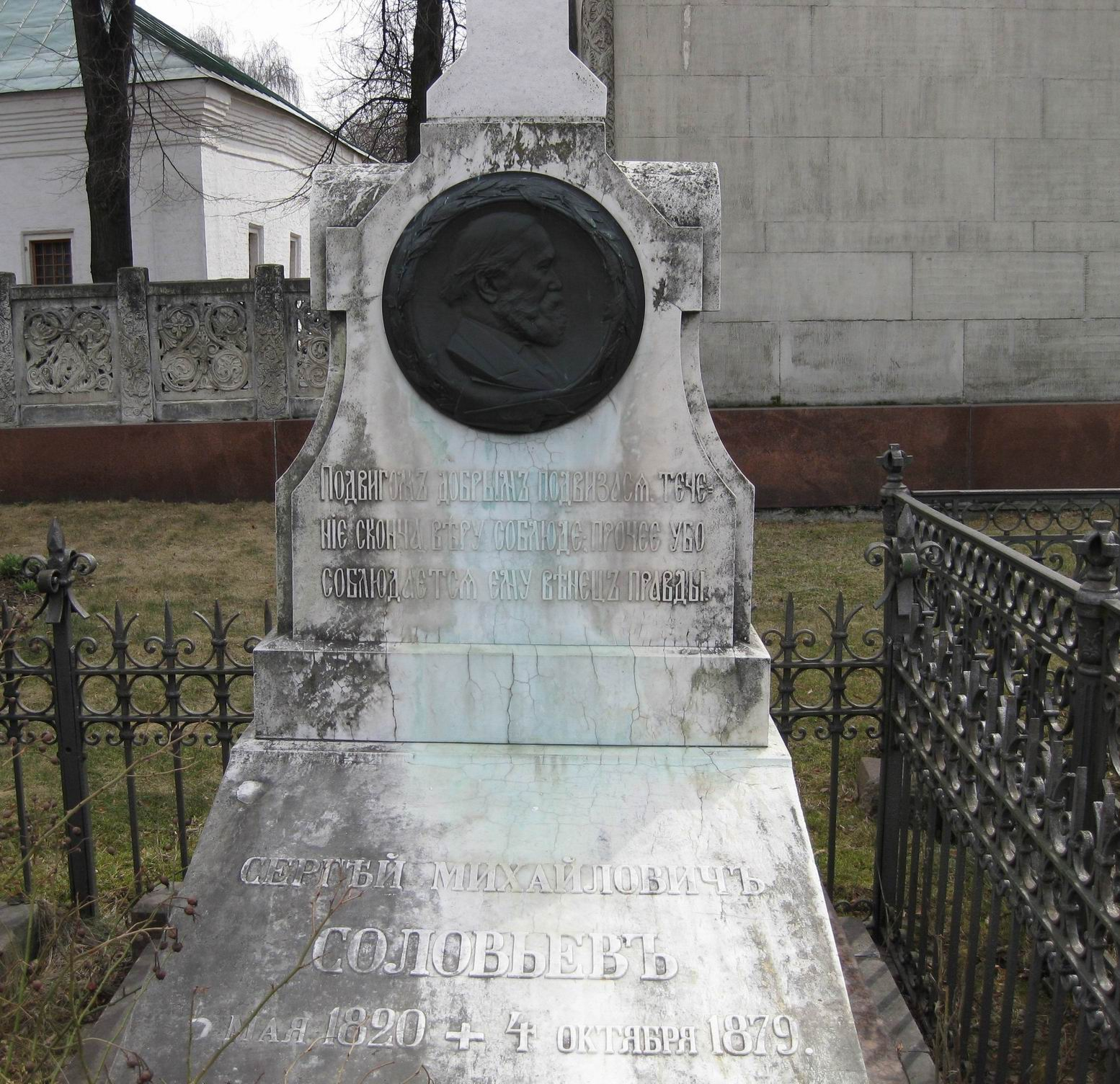
Détail de la tombe de Soloviov au cimetière de Novodiévitchi

L'étude de Soloviov sur Les relations entre les princes russes de la maison de Rurik est présentée en 1847 comme thèse de doctorat. Après cette présentation, il est nommé professeur à l'université de Moscou. .
L'historien Andreï Iourganov expose en quoi Soloviov est novateur dans l'histoire de l'historiographie russe. Pour la première fois Soloviov définit, comme historien, les paramètres scientifiques du phénomène presque insaisissable de l'esprit du peuple: la nature du pays où il vit, la nature de son ethnie, le cours des évènements extérieurs et la nature des peuples qui l'entourent. Pour la première fois aussi, il désigne les différences dans la voie historique empruntée par la Russie et celle empruntée par l'Europe occidentale. Cette dernière est divisée en États fermés bénéficiant de frontières naturelles (mers, fleuves et montagnes). Ces États font construire des châteaux en pierre et des fortifications solides. Dans la plaine de Russie, les frontières naturelles sont peu nombreuses et, en l'absence de pierre, c'est le bois qui est le principal matériau. Le peuple se trouve dans un état fluide peu propice à la sédentarisation. Le rôle de l'État y est dès lors de centralisation indispensable, à défaut de laquelle tout se disloquerait.    
Pour Soloviov aucun progrès n'est possible dans la religion. Celle-ci étant, selon lui, opposée au progrès. Il reconnaissait toutefois que l'orthodoxie avait pris en Russie la forme d'une identité nationale qui a sauvé le peuple russe de la disparition. Bien que partisan du progrès social, Soloviov était un pessimiste dans la vie (pour lui « l'humanité devait vieillir puis mourir ») .    
Sa grande Histoire de Russie en 29 volumes, commencée en 1851, demeure jusqu'à présent une source très prisée. Elle n'est, dans les derniers volumes surtout, qu'un recueil de matériaux sommairement coordonnés. Selon certains critiques, comme un grand nombre de ses émules en Russie, l'auteur s'est proposé une tâche au-dessus des forces humaines ; il a vu trop grand. 
Mais les matériaux sont de premier ordre, et la main qui les a recueillis s'est révélée, dans les premiers volumes, comme celle d'un maître ouvrier. L'homme n'a appartenu d'ailleurs à aucun parti, sinon à celui de la vérité. Il n'est pas un essayiste politique et ne tient boutique ni de tendances ni de doctrines. Froidement, consciencieusement, sereinement, il rédige un protocole, avec un style approprié au genre, un peu sec, mais admirablement clair, sobre et tranquille. Sa vie  apparaît aussi en harmonie avec son œuvre, toute de travail et de retraite, entièrement étrangère aux événements du dehors, circonscrite entre son cabinet, sa chaire à l'Université de Moscou et ses archives. Une belle et pure figure de savant.

## Sources
- K. Valiszewski, Littérature russe, Paris, A. Colin, 1900
- Georges Nivat et Andreï Iourganov, Les Sites de la mémoire russe, t. 2, Paris, Fayard, 2019 (ISBN 978-2-213-63275-9), Sergueï Soloviov, Le Michelet russe, p.88-93